# Бару, Мирон Иосифович
Мирон Иосифович Бару (при рождении Меер Йось-Михелевич Бару; 16 марта 1907, Житомир — 23 апреля 1998, Харьков) — советский и украинский учёный-правовед, специалист в области частного права. Доктор юридических наук (1959), профессор (1960). Участник Великой Отечественной войны, военный юрист 2-го ранга. Большую часть жизни работал в Харьковском юридическом институте, где заведовал кафедрой трудового, колхозного и земельного права (1954—1964), а затем более тридцати лет был на ней профессором. Один из авторов КЗоТ Украины (1971) и лауреат Государственной премии Украинской ССР в области науки и техники (1984).

## Биография
Меер Бару родился 3 (16) марта 1907 года в Житомире в семье новоград-волынского мещанина Йося-Михеля Сруль-Дувидовича Бару (1865—?) и виленской мещанки Ривки-Марьям Абрам-Хаскелевны (Хацкелевны) Бару (в девичестве Эпштейн, 1867—?), в доме Шефтеля на Александровской улице. Родители заключили брак в Житомире 28 июля 1887 года. Первичное образование получил в школе. С 1921 по 1925 годы был секетарём (канцеляристом) губернского суда в Житомире. Окончив школу, в 1925 году поступил на правовой факультет Харьковского института народного хозяйства, который окончил в 1929 году с отличием. С того же года по 1931 год работал консультантом в наркомате торговли Украинской ССР. Однако, по другим данным в этот же период Бару проходил воинскую службу.
С 1931 года начал трудиться в Харьковском институте советского строительства и права (с 1937 года — Харьковский юридический институт). Изначально занимал должность ассистентоа, а затем с 1931 по 1941 доцента кафедры. При этом, в ряде источников утверждается, что в 1933/34 учебном году он был одним из четырёх аспирантов этого вуза, тремя остальными были: Василий Барахтян, Виктор Колмаков и Дмитрий Рассейкин. В 1939 году в Киевском государственном университете защитил диссертацию на соискание учёной степени кандидата юридических наук на тему «Возмещение вреда в колхозе», став таким образом одним из первых преподавателей вуза, защитивших кандидатскую диссертацию. Диссертационная работа Бару представляла собой материал, который не был разбит на главы и разделы. Перед началом Великой Отечественной войны вместе с профессорами Соломоном Вильнянским и Михаилом Гордоном, написал учебник по гражданскому праву. В 1940 году ему было присвоено учёное звание доцента.
Во время Великой Отечественной войны, со 2 сентября 1941 года по 1943 год, служил в военной прокуратуре Красной армии. Участвовать в боях начал с октября 1941 года. За время службы в прокуратуре был военным следователем, помощником военного прокурора и военным прокурором на Ленинградском и Волховском фронтах. По состоянию на май 1942 года имел звание военного юриста 2-го ранга. Характеризовался как человек, умеющий применять теоретические юридические знания в «фронтовой действительности». В 1943 году вернулся на научно-преподавательскую работу, заняв должность доцента на одной из кафедр Саратовского юридического института.
В 1944 году Мирон Бару вернулся в Харьковский юридический институт, где вновь занял должность доцента кафедры. В сентябре 1954 году в вузе была создана кафедра трудового, колхозного и земельного права, которую возглавил Бару. По разным данным, в 1957 или 1958 году во Всесоюзном институте юридических наук он защитил диссертацию на соискание учёной степени доктора юридических наук на тему «Возмездность и безвозмездность в советском гражданском праве». Его официальными оппонентами на защите этой диссертации профессора Олимпиад Иоффе, Владимир Рясенцев и Борис Черепахин. Докторская степень была присвоена учёному, по разным данным, в 1957 или 1959 году. В 1959 или 1960 году получил профессорское звание.
Работая на кафедре он также возглавил действующую при ней научную школу, которая занималась изучением охраной не имущественных интересов в трудовом праве и вопросами повышения юридических гарантий для рабочих. В этот период он написал работы «Регрессные обязательства в трудовом праве» (1962) и «Охрана трудовой чести по советскому законодательству» (1966). Бару продолжал заведовать кафедрой до января 1964 года, а затем занял на ней должность профессора (с 1968 года — кафедра трудового права). Занимался организацией и проведением научно-практических конференций и семинаров всех уровней, принимал участие в работе над проектом Кодекса законов о труде Украинской ССР, который вступил в силу в 1971 году. Помимо того был членов научного совета Верховного суда Украины. В 1984 году, за изданный в 1983 году учебник для высших учебных заведений «Советское гражданское право», его авторы: В. П. Маслов, А. А. Пушкин, В. К. Попов, М. И. Бару, Ч. Н. Азимов, Д. Ф. Швецов, Ю. И. Зиоменко и В. С. Шелестов были награждены Государственной премии Украинской ССР в области науки и техники.
Занимался подготовкой молодых учёных-правоведов, был научным руководителем 20 кандидатов наук. Среди известных учеников профессора Бару, которые под его руководством защитили свои кандидатские диссертации были: Александр Барабаш (1953), Галина Гончарова (1967), Павел Жигалкин (1974) и Александр Процевский (1961). Также под его научным руководством защитили свои кандидатские диссертации: В. С. Бырка (1967), А. М. Гаврилов (1973), Т. М. Кузьмина (1955), И. М. Полунов (1961), Г. В. Степанова (1970), Н. А. Тимонов (1970), Д. Н. Шиник (1976), Б. К. Якубович (1971). Бару также исполнял обязанности официального оппонента на защите кандидатских и докторских диссертаций у таких учёных как: Г. А. Василевич (1984), Ю. А. Вовк (1971), Н. П. Зарубина (1983), И. Э. Мамиофа (1961), В. Л. Мусияка (1976), С. В. Передерин (1982), Н. А. Придворов (1967 и 1986), С. Н. Приступа (1985), В. И. Прокопенко (1983), И. П. Сафронова (1952), Б. Н. Юрков (1988). Кроме того, Бару членом специализированного учёного совета при Харьковском юридическом институте, который занимался присуждением научных степеней кандидата и доктора наук.
Вплоть до последних дней своей жизни продолжал работать профессором на кафедре трудового права Национальной юридической академии Украины имени Ярослава Мудрого (до 1991 года — Харьковский юридический институт). Скончался 23 апреля 1998 года в Харькове.

## Награды
Мирон Иосифович был удостоен следующих наград и званий:
- Орден «За заслуги» III степени (23 апреля 1997)[17][42] — «за весомые личные заслуги в развитии национального образования, многолетнюю плодотворную научно-педагогическую деятельность»[43];
- Орден Отечественной войны II степени (6 апреля 1985)[44];
- Медаль «За боевые заслуги» (30 мая 1942)[13];
- Медаль «За доблестный труд. В ознаменование 100-летия со дня рождения Владимира Ильича Ленина» (1970)[9][18];
- Государственной премии Украинской ССР в области науки и техники (1984)[8][17];
- Заслуженный работник высшей школы Украинской ССР[укр.] (1981)[8] — «за заслуги в подготовке высококвалифицированных специалистов и развитии юридической науки»[45].